# Harry and Tonto
Harry and Tonto is een Amerikaanse komische roadmovie uit 1974 van Paul Mazursky, over een oudere man die met zijn kat door de Verenigde Staten trekt. Mazursky schreef het scenario samen met Josh Greenfeld en regisseerde en produceerde de film. De hoofdrol wordt vertolkt door Art Carney, die hiervoor een Oscar voor beste acteur won. Mazursky werd ook genomineerd voor een Oscar voor beste origineel scenario (die ging evenwel naar Chinatown).

## Verhaal
De gepensioneerde weduwnaar Harry Coombes krijgt te horen dat het appartementsgebouw in New York waarin hij woont zal worden afgebroken. Hij woont aanvankelijk in bij zijn zoon in een buitenwijk maar besluit dan om het land in te trekken met zijn geliefde kat Tonto, om zijn andere kinderen te bezoeken. Hij reist eerst met een langeafstandsbus en koopt later een tweedehandsauto om zijn reis verder te zetten. Hij leert allerlei soorten mensen kennen op zijn reis, die eindigt in Los Angeles bij zijn jongste zoon Eddie (Larry Hagman).

## Rolverdeling
| Acteur               | Personage                         |
| -------------------- | --------------------------------- |
| Art Carney           | Harry Coombes                     |
| Herbert Berghof      | Jacob Rivetowski                  |
| Ellen Burstyn        | Shirley Mallard, Coombes' dochter |
| Geraldine Fitzgerald | Jessie Stone                      |
| Larry Hagman         | Eddie Coombes                     |
| René Enríquez        | Jesús, Deli manager               |
| Dan George           | Sam Two Feathers                  |
| Melanie Mayron       | Ginger                            |